# C8 (rete televisiva)
C8 è stato un canale televisivo francese edito dal gruppo Canal+, proprietario anche di CStar.

## Storia

### Direct 8
Le trasmissioni iniziarono il 31 marzo 2005, basate principalmente su talk show in diretta. Con il passare del tempo sono stati introdotti anche film, documentari e sport.

### D8
Dal 7 ottobre 2012 il canale cambia il nome in D8, passando nelle mani del gruppo Canal+ e arricchendo il palinsesto con l'aggiunta del telegiornale e di serie tv andate in onda su Canal+. Il primo programma di D8 è stato il film Million Dollar Baby.

### C8
Il 27 giugno 2016, il presidente della commissione di vigilanza del gruppo Canal+, Vincent Bolloré, annuncia che D8 verrà rinominata a inizio 2016 in C8, cosa che avverrà il 5 settembre dello stesso anno.

## Programmi
- William à midi!
- C'est que de la télé !
- Touche pas à mon poste !
- TPMP People
- Les animaux de la 8
- Balance ton post !
- Direct Auto
- Télé Achat
- Le Journal de C8
- Le Grand Bêtisier de D8
- Langue de bois s'abstenir
- Voyage au bout de la nuit
- Enquêtes Paranormales
- Gli Svuotacantine - A caccia di tesori
- Missione restauro
- Affari di famiglia
- Behind Mansion Walls
- Affari a tutti i costi
- Affari al buio - New York
- Affari al buio

## Diffusione
C8 è diffusa in chiaro sulla tv digitale terrestre francese al numero 8, mentre la copertura satellitare è garantita dal suo posizionamento su Hotbird, Atlantic Bird 3 e Astra. È inserito anche nell'offerta di CanalSat al numero 58, invece Numericable posiziona il canale al numero 8.